# Wapen van Kampen

Wapen van de gemeente Kampen.

Het wapen van Kampen is het wapen van de huidige gemeente Kampen in Overijssel. Het wapen is sinds 24 november 1819 het wapen dat door de stad, en later door de gemeente, gevoerd wordt. Kampen is een van de tien gemeentes in Nederland die een keizerlijke kroon op het wapen mogen voeren.
Ondanks een afsplitsing en een fusie is het wapen van Kampen sinds 24 november 1819 onveranderd gebleven. De stad Kampen is in 1858 Schokland verloren (het eiland is later overgegaan naar de Noordoostpolder), in 1967 kwam Zwollerkerspel gedeeltelijk bij de gemeente en in 2001 kwam IJsselmuiden bij de gemeente Kampen.

## Geschiedenis

Een van de vele varianten van het wapen

Al sinds het verkrijgen van stadsrechten in de 13e eeuw voert Kampen een wapen met daarin een burcht. De burcht heeft verschillende vormen en een verschillend aantal torens gekend. In de 13e en 14e eeuw ging het om een poort met drie gekanteelde torens (torens met kantelen) Bij een latere versie in 1643 ging het om drie gedekte torens (torens met een dak) en vier gekanteelde torens. De kleuren van het wapen staan sinds de 14e eeuw vast, azuur en zilver. Sinds 1495 mag Kampen de keizerskroon op het wapen voeren.
In 1905 is er in Kampen veel discussie geweest over het wapen, de gemeente vond het wapen onheraldisch en het zou niet het originele wapen van de stad zijn. De burcht in het gebruikte wapen zou te rond zijn. En het schild dat onder de poort ligt zou onheraldisch zijn. In de stad is een gevelsteen met een wapen, de gemeente wilde dat wapen gaan gebruiken. De Hoge Raad van Adel heeft toen advies uitgebracht waarin stond dat het wapen zoals het gebruikt werd juist was. Er zijn wel kleine aanpassingen gedaan, maar het wapen van 1816 zou gehandhaafd worden. De Hoge Raad kon namelijk geen bewijs vinden dat het, door de gemeente, voorgestelde wapen correct zou zijn. Tevens kon de gemeente geen bewijs vinden dat hun standpunt kon staven.

## Blazoen
De beschrijving van het wapen luidt als volgt: "Van lazuur beladen met een burg, voorzien met 3 torens door een ringmuur vereenigd en met een opene poort, alles van zilver, onder aan de poort is liggende een schildje, dwars door midden gedeeld, het bovenste van zilver en het onderste van lazuur; het wapenschild gedekt met een gouden keizerlijke kroon en ter wederzijde vastgehouden door een klimmende zilveren leeuw."
Lazuur heeft in de heraldiek de betekenis van blauw. De burg in het wapen is van zilver of wit, onder de open poort ligt een schild, van boven is dit schild zilver en van onder is het blauw. In de geschiedenis is het blauw ook weleens vervangen door een schuinkruis.

De twee leeuwen die als schildhouders dienen zijn aanziend, dus zij kijken naar de aanschouwer.

### Kroon
Kampen is een van de tien Nederlandse gemeenten die de Rudolfinische keizerskroon voeren. Alleen de kroon van Medemblik is in azuur (blauw). De overige negen: Amsterdam, Bolsward, Deventer, Hulst, Medemblik, Middelburg, Nijmegen, Tiel en het Zwolle zijn rood.